# Spanischer Tanz Nr. 1 (De Falla)
Der Spanische Tanz Nr. 1 (primera danza española) aus dem zweiaktigen lyrischen Drama La vida breve aus dem Jahr 1913, ist eins der meistgespielten Werke des spanischen Komponisten Manuel de Falla. Es handelt sich um einen mit folkloristischen Motiven komponierten Tanz für Orchester im 3/8-Takt, der am Ende des ersten Aktes erklingt und in den zweiten überleitet. Fritz Kreisler veröffentlichte 1926 eine Bearbeitung des Tanzes für Violine und Klavier. Das Stück wird seitdem von vielen virtuosen Musikern als Vortragsstück und Zugabe bei Konzerten gespielt. Heute existieren zahlreiche Arrangements und Transkriptionen des spanischen Tanzes für verschiedene Instrumente und Besetzungen. 

## Musikalischer Aufbau
Gesetzt ist der Tanz in der Tonart a-Moll und erklingt in einem schnellen 3/8-Takt. Als Tempo gibt de Falla  = 60 an. Die punktierte Viertelnote soll also in 60 Schlägen pro Minute gespielt werden. Der Mittelteil des Stücks geht in einen stampfenden Rhythmus pesante, ma con fuoco (wuchtig, aber mit Feuer) über, der in der Tonstärke  fortissimo (sehr laut) erklingt, und den Tänzern und Tänzerinnen erlaubt, die für den Flamenco typischen absatzbetonten Schritte zu machen, und dann wieder bis zum Ende in die leichtfüßig fließende Bewegung der Motive des Anfangs wechselt. Der Tanz dauert etwa dreieinhalb Minuten und wird in großen Theaterinszenierungen meist als schwungvolle Nummer mit dem gesamten Tanzensemble gebracht. Oft finden in der Instrumentierung und zur Unterstreichung des folkloristischen Charakters Kastagnetten Verwendung.

## Interpretationen (Auswahl)
Durch seine einprägsame Melodieführung ist der Tanz auch heute noch ein beliebtes Vortragsstück, besonders in der Bearbeitung durch Fritz Kreisler (Violine, Klavier), die virtuosen Musikern die Möglichkeit gibt, ihre Kunst in individueller Interpretation dem Publikum darzubieten. Eine traditionelle Aufführung von La Vida breve und dem spanischen Tanz Nr. 1 in aufwändiger Inszenierung brachte das Teatro Real in Madrid 1997 heraus. Berühmte Geiger wie beispielsweise Jascha Heifetz spielten den Tanz mit Klavierbegleitung in Fritz Kreislers Version. Eine eigene hochvirtuose Fassung für Klavier solo veröffentlichte die Pianistin Magda Tagliaferro. Aber auch andere, jüngere Instrumentalisten widmeten sich dem Stück. Es gibt zahllose Bearbeitungen für verschiedene Instrumente, erwähnt seien die armenische Gitarristin Gohar Vardanyan und die russische Harfenistin Valeria Kurbatova. Eine eigene, das Übliche überwindende Choreografie präsentierte die spanische Solotänzerin Nuria Pomares 2009 mit ihrer Darbietung in der Ópera de Oviedo.